# 2018年8月19日龙目岛地震
2018年8月19日龙目岛地震是指发生在印度尼西亚西努沙登加拉省龙目岛的地震，是继同月5日地震后，该地的再一次强震。该地震震中位于南纬8.324度、东经116.626度，地震规模为MW 6.9级、Ms 6.9级，震源深度为25.6千米。该地震已被美国地质调查局列入2018年显著地震列表。

## 地质背景

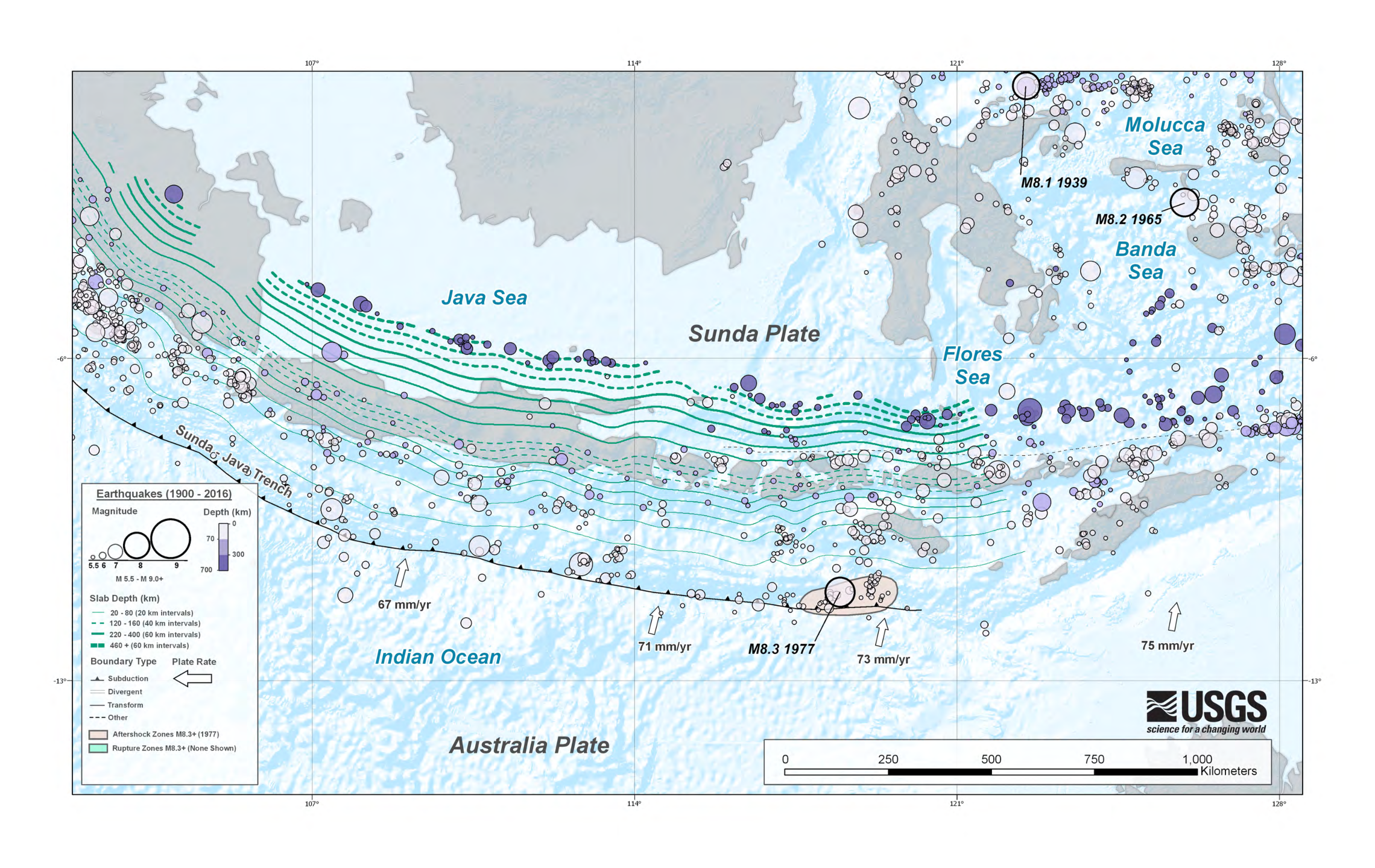
2018年8月龙目岛地震震中附近构造和历史地震简图

印度尼西亚所处地质构造环境属岛弧俯冲型地震构造带，岛弧呈向西南突出的C字形展布。广义而言，印度尼西亚群岛位于欧亚板块、太平洋板块、菲律宾板块和印度-澳洲板块动力碰撞的影响区。印度洋板块以每年约50至70毫米的速度向东北方向进行位移，与欧亚板块碰撞汇聚于班达弧，形成了巽他—爪哇海沟，并在爪哇和苏门答腊陆块之间形成了长达3000千米的断裂带和火山群，这使得印度尼西亚成为地震多发地区。刊载在《〈自然〉地球科学子刊》上的一组研究显示，延伸5500千米从缅甸到北澳大利亚的巽他大型逆冲区内的应力仍待释放，这加大了印尼群岛地区的地震危险性。同时，有印尼建筑师在2018年7月龙目岛地震发生后接受采访时表示，印尼民用建筑缺乏防震规划和管理是造成惨重伤亡的重要原因。他认为，“印尼目前没有法规要求人们建造抗震房屋，也没有多少建筑工人了解抗震建筑。对经济条件较差的农村村民而言，抗震建筑更是遥不可及。”
本次地震震中所处的龙目岛是接近印尼群岛南部巽他板块的构造边界的一个区域，处于弗洛雷斯弧后逆冲断层上。由于龙目岛—巴厘岛—松巴哇岛一线受印度-澳大利亚板块俯冲，地震活动频繁、震害强度大，震害以浅源地震为主，历史地震发震深度在0至20千米之间。由区域层析成像研究指出，印度-澳大利亚板块由此地区俯冲渗透到地幔过渡带区域，具有很强的地震趋势。除此之外，印尼马塔兰大学电机工程学系教授泰提·祖巴达通过分析得出了龙目岛地区是该附近地区的连续正负地磁异常的最强中心之一的结论，龙目岛地区因此也被列为世界地磁异常图第一版中八个最重要的地区之一。
除本次地震外，该地区附近曾还发生过1977年松巴岛地震、1979年巴厘岛地震、2004年印度洋大地震、2006年5月爪哇地震等多次灾害性地震。其中，2004年12月发生在印度洋东部的规模为MS 8.7级的大地震是印度洋洋域有观测纪录以来发生的规模最大的地震，也是有史以来震级最高的地震之一。而1979年巴厘岛发生的6.4级地震引起了印度尼西亚地震学界对龙目岛地区的关注。有地震学家指出，印度洋东部洋域具备发生海啸的海洋深度较大、断层上下错动的要件，这一状况十分有利于巨大海啸的发生，因此该地域具有极高的地震海啸危险性。但据马塔兰大学灾害风险管理研究中心的艾柯•普拉乔科查阅史料，得出了龙目岛地区虽然地震风险极大，但因地震引发海啸的可能性不大的结论。
在2018年8月19日龙目岛地震发生的半个月前，该区域曾发生过一次MW 6.9级的强烈地震。美国地质调查局认为，5日与19日两次地震震源位于同一条断裂上，都有相似的震源深度和机制。而在2018年8月19日龙目岛地震发生10小时前，该区域还发生过一次MW 6.3级的地震。万隆技术学院地震学家阿当·苏拉曼称，龙目岛在2018年7月至8月发生的连续地震“十分特别”，这个序列可能还没有结束。

## 参数测定
| 各国地震机构测定的2018年8月19日龙目岛地震参数          | 各国地震机构测定的2018年8月19日龙目岛地震参数 | 各国地震机构测定的2018年8月19日龙目岛地震参数 | 各国地震机构测定的2018年8月19日龙目岛地震参数 | 各国地震机构测定的2018年8月19日龙目岛地震参数 | 各国地震机构测定的2018年8月19日龙目岛地震参数 | 各国地震机构测定的2018年8月19日龙目岛地震参数 |
| 参数                                                   | 机构                                          | 机构                                          | 机构                                          | 机构                                          | 机构                                          | 机构                                          |
| 参数                                                   | USGS                                          | CENC                                          | BMKG                                          | EMSC                                          | GFZ                                           |                                               |
| ------------------------------------------------------ | --------------------------------------------- | --------------------------------------------- | --------------------------------------------- | --------------------------------------------- | --------------------------------------------- | --------------------------------------------- |
| 震中                                                   | 8°19′26″S 116°37′34″E / 8.324°S 116.626°E     | 8°30′S 116°39′E / 8.50°S 116.65°E             | 8°26′S 116°41′E / 8.44°S 116.68°E             | 8°22′S 116°40′E / 8.37°S 116.67°E             | 8°20′S 116°38′E / 8.33°S 116.63°E             |                                               |
| 震级                                                   | MW 6.9 Mb 6.4 Ms 6.8                          | Ms 6.9                                        | ML 6.9                                        | MW 6.9                                        | Ms 6.9                                        |                                               |
| 深度                                                   | 25.6千米                                      | 20千米                                        | 18千米                                        | 12千米                                        | 22千米                                        |                                               |
| USGSCENCBMKGEMSCGFZ 各国地震机构测定的本次地震震中位置 |                                               |                                               |                                               |                                               |                                               |                                               |

美国地质调查局测定，2018年8月19日龙目岛地震震中位于毕兰丁以南2千米处（南纬8.324度、东经116.626度），地震规模为MW 6.9级、Ms 6.8级，震源深度为25.6千米。而印度尼西亚气象、气候和地球物理局在地震刚发生后测定的震级为7.0级，后于20日凌晨将震级修订为6.9级。中国地震台网所测定的面波震级与美国地质调查局相比较高，为Ms 6.9级。欧洲和地中海地震中心和亥姆霍兹德国地球科学研究中心测定的震级均为MW 6.9级。以上5个机构所测定的震中经纬度均有所差异，但基本都处于东经116.6度一线。

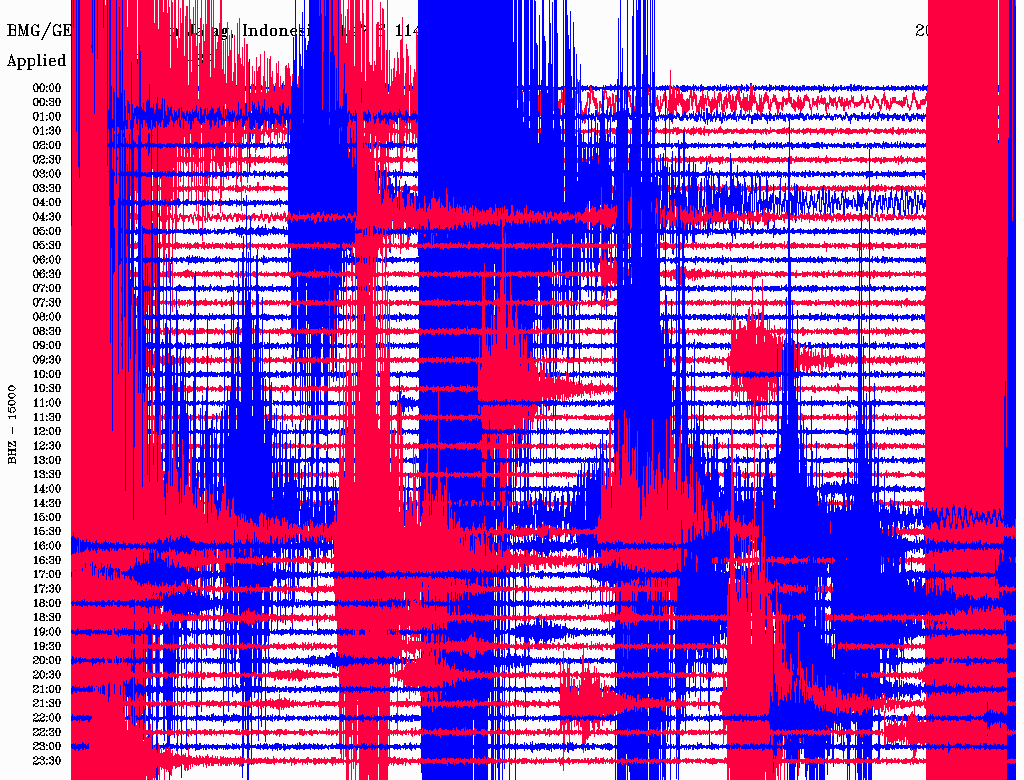
亥姆霍兹德国地球科学研究中心（英语：GFZ German Research Centre for Geosciences）和印度尼西亚气象、气候和地球物理局在东爪哇省设立的JAGI测站在2018年8月19日所记录到的地震波形
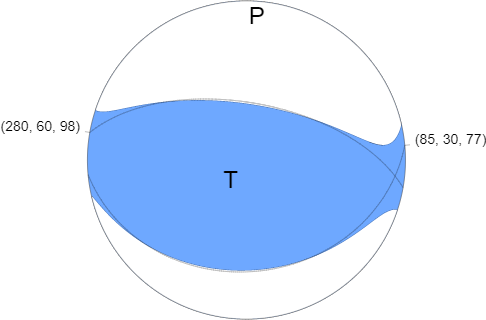
美国地质调查局发布的2018年8月19日龙目岛地震震源机制解

## 震害情况
这次地震发生在灾区的夜间，连同强余震在内的一连串地震使得当地居民措手不及。受到地震影响，龙目岛地区被迫断电，在停电时还出现了一场火灾。在本次地震中，至少有1800栋房屋受损，其中超过一半受损程度严重。松巴哇岛一座清真寺的瓦片落下，致使143人受伤，在临时帐篷里接受治疗。林贾尼火山受地震影响发生山体滑坡，但由于早在7月29日地震发生后就被迫关闭，因此火山区域未造成人员伤亡或被困。地震发生时在龙目岛旅游的一名法国籍学生弗洛里安·加斯曼称，灾区有些地方已经被摧毁了至少90%。据印度尼西亚减灾机构的推算，包括7月和8月5日和8月19日地震在内的一连串地震造成的经济损失约为7.7兆印尼盾（约合5.31亿美元）。